# جزیره کوسین
جزیره کوسین (انگلیسی: Cousine Island)، یک جزیره کوچک ۳۰ هکتاری در سیشل است. این جزیره، یک مکان تجملاتی بوده و از سال ۱۹۹۲، از مناطق حفاظت‌شده طبیعی بوده‌است.